# آدم لو فوندري
غلنفيل آدم جيمس لو فوندري (بالإنجليزية: Adam le Fondre)‏ (ولد في 2 ديسمبر 1986)، المعروف باسم آدم لو فوندري، لاعب كرة قدم إنجليزي محترف لعب كمهاجم لنادي سيدني لكرة القدم.

## روابط خارجية
- آدم لو فوندري على موقع قاعدة بيانات كرة القدم.إي يو (الإنجليزية)
- آدم لو فوندري على موقع Soccerbase.com (لاعب) (الإنجليزية)
- آدم لو فوندري على موقع Soccerway.com (الإنجليزية)
- آدم لو فوندري على موقع عالم كرة القدم.نت (الإنجليزية)
- آدم لو فوندري على موقع AS.com (الإسبانية)